# Irapuato
Irapuato est une ville du Mexique située dans l'État de Guanajuato.

## Géographie
La ville est située à environ 50 km au sud-est de León, 200 km à l'est de Guadalajara et 250 km au nord-ouest de Mexico.

## Histoire
Une étude du Conseil Citoyen pour la Sécurité Publique et la Justice Pénale a classé Irapuato comme la quatrième ville la plus dangereuse du monde en 2019, à cause de la Guerre de la drogue au Mexique, avec 80 homicides pour 100 000 habitants, c'est-à-dire le quatrième taux d'homicide le plus élevé recensé dans une ville dans le monde cette année-là, derrière trois autres villes mexicaines (Tijuana, Ciudad Juárez et Uruapan). La ville est alors confrontée particulièrement au Cartel de Jalisco Nouvelle Génération et au Cártel de Santa Rosa de Lima. 4 jours seulement après la publication de l'étude, le 6 juin 2020, une fusillade dans un centre de désintoxication de la ville provoque 10 morts. Le 1er juillet suivant, un autre massacre est perpétré dans un centre de désintoxication de la ville, laissant 28 morts et 3 blessés. Le 19 décembre 2019 eut aussi lieu l'Affrontement d'Irapuato qui a fait 8 morts.

## Économie
Irapuato est un des centres industriels du Mexique, elle accueille notamment des grands constructeurs automobiles, aéronautiques et des industries lourdes.
Durant la Guerre de la drogue au Mexique, cette prospérité attire des organisations criminelles spécialisées dans l’extorsion de fonds, les enlèvements et le vol de combustible.